# Emily Whelan
Emily Whelan (* 22. August 2002 in Dublin) ist eine irische Fußballspielerin und ehemalige Gaelic-Football-Spielerin.

## Karriere

### Fußball

#### Verein
Whelan startete ihre Karriere in der Shelbourne M.G.L. Academy und wurde im August 2018 in die erste Mannschaft des Shelbourne Ladies FC befördert. Am 10. November 2018 wurde die 16-Jährige als beste Spielerin der U-17-Liga und somit erste Continental-Tyres-Womens-National-League-U-17-Spielerin des Jahres im Ballsbridge Hotel in Ballsbridge, Dublin ausgezeichnet.

### Nationalmannschaft
Nachdem sie fünf Spiele für die irische U-17-Mannschaft bestritten hatte, wurde Whelan am 28. September 2018 als 16-Jährige in die A-Nationalmannschaft Irlands gegen die polnische Fußballnationalmannschaft der Frauen berufen. Am 9. Oktober 2018 feierte sie nach ihrer Einwechslung, in der 86. Minute, für Ruesha Littlejohn ihr A-Länderspiel-Debüt, mit nur 16 Jahren. Am 20. Januar 2019 kam sie zu ihrem zweiten Länderspiel, nach einer Einwechslung in der 76. Minute für Emily Kraft, bei einer 0:1-Niederlage im Podoactiva Pinatar Arena Football Center in San Pedro del Pinatar, Murcia.

### Gaelic-Football-Karriere
In ihrer Jugend bis 2017 spielte sie neben dem Fußball aktiv Gaelic Football in der Gaelic Athletic Association, für die O’Dwyers GAA, die Dublin Ladies GFA und stand in der U-16-Auswahl Dublins.

## Persönliches
Whelan besuchte das Ardgillan Community College in Balbriggan.

## Auszeichnungen
Women’s National League Awards
- U-17 Spielerin des Jahres (1): 2018[14]